# Аннинські Мінеральні Води
А́ннинські Мінера́льні Во́ди (рос. Аннинские Минеральные Воды) — село у складі Ульчського району Хабаровського краю, Росія. Входить до складу Сусанінського сільського поселення.

## Населення
Населення — 234 особи (2010; 265 у 2002).
Національний склад (станом на 2002 рік):
- росіяни — 85 %